# Мотокросс в СССР
Мотокросс в СССР был одним из самых популярных видов мотоциклетного спорта. Проводились соревнования, начиная с первенства районов и городов и заканчивая первенством Советского Союза. Часто мотокроссы были посвящены знаменательным людям или событиям. Например, мотокросс памяти Юрия Гагарина — в Саратове, памяти Федора Полетаева — в Рязани, памяти Владимира Куриленко — в Смоленске, памяти Зои и Александра Космодемьянских — в Тамбове, памяти молодогвардейцев — в Краснодоне, памяти Циолковского — в Калуге, памяти Сергея Бирюзова — в Скопине и др.

## История
Официальным признанием мотокросса в СССР принято считать первую Всесоюзную рабочую спартакиаду, проведённую в 1928 году. В её программу была включена мотокроссовая гонка на дистанцию 100 км. В 1936 году в Киеве состоялось первенство СССР по мотоспорту. В 1957 году в Расторгуево впервые был проведён мотокросс на короткой трассе 1,3 км в три заезда по десять кругов.
В 1954 году в СССР впервые состоялись международные соревнования по мотокроссу. Гонка длительностью два дня проходила в районе Планерной под Москвой. В ней приняли участие чехословацкие, польские, немецкие (ГДР) и советские гонщики. Впоследствии международные мотокроссы стали проводиться в СССР ежегодно .
В 1956 году Центральный автомотоклуб СССР вступил в члены ФИМ, и гонщики из СССР смогли принимать участие в чемпионатах мира по мотокроссу.
В 1963 году гонщик Игорь Григорьев завоевал третье место в классе 250 см3 и первым из советских гонщиков был награждён бронзовой медалью ФИМ .
В 1963 году  Дресвянников Борис Николаевич  " Быр"  23.06.1938-30.05.2017 .    взял золото ФИМ
FIM 1963 XXXVIII  I.S.D.T  SPINDLERUV MYLN B.DRESVJANNIKOV.
В  1964  году Дресвянников Борис Николаевич  взял серебро ФИМ
FIM  1964 XXXIV I.S.D.T  ERFURT B.DRESVJANNIKOV 
В  1965 году  Дресвянников Борис Николаевич взял серебро ФИМ
FIM  1965 40th I.S.D.T  ISLE OF MAN B.DRESVJANNIKOV  
В 1966 году Дресвянников Борис Николаевич еще добрал золотую медаль ФИМ
FIM  1966 XLI  I.S.D.T. VILLINGSBERG  B.DRESVYANNIKOV  
В 1964 году завоевал третье место Виктор Арбеков. А в 1965-м он первым из советских гонщиков завоевал титул чемпиона мира по мотокроссу, одержав победу над шестикратным чемпионом мира в классе 250 см3 бельгийцем Жоэлем Робером.
В 1968 году в Кишиневе ФИМ и Центральный автомотоклуб СССР проводят «Мотокросс наций» — командное соревнование по кроссу на мотоциклах класса 500 см3. Первое место завоевывает СССР, второе — ГДР, третье — Франция, четвёртое — Румыния, пятое — Финляндия и последнее — Швейцария .
В 1973 году советские спортсмены завоевали третье место в «Мотокроссе наций» и второе — в «Трофее наций».
В 1974 году гонщик Геннадий Моисеев становится чемпионом мира по кроссу на мотоциклах 250 см3.
В 1978 году в соревнованиях на приз «Трофей наций» советские гонщики занимают второе место.
По идеологическим причинам в СССР было запрещено использовать технику западных стран, поэтому спортсмены могли участвовать в гонках только на мотоциклах производства Советского Союза и соцстран, в частности, Чехословакии (мотоциклы CZ и Jawa). Однако, на одном из этапов чемпионата мира 1973 года мотоцикл CZ Моисеева не был доставлен вовремя, и тогда австрийцы предложили проехать этот этап на KTM. Геннадий Моисеев принял предложение и выиграл гонку. С KTM Геннадий Моисеев стал трижды чемпионом мира в 1974, 1977 и 1978 годах.
В 1979 году был наложен очередной запрет на использование в соревнованиях техники западных стран, что отрицательно сказалось на результатах советских кроссменов.Правда сборная СССР пересела на мотоциклы марки Каджива, но это так и осталось пробным экспериментом.

### Советские кроссовые мотоциклы
| Мотоциклы ИЖ: - Иж-350С - Иж-50Б - Иж-51К - Иж-55 - Иж-57К - Иж-60К - Иж-60К-240 - Иж-61К - Иж-61К-246 - Иж-62К-347 - Иж-64К - Иж-К11 - Иж-К12А - Иж-К13 - Иж-К14 - Иж-К15 - Иж-К16 - Иж 7.201 - Иж 6.216 - Иж 7.205 | Мотоциклы Минск: - М-1В - М-201К - М-203К - М-204К - М-204КУ - М-206КУ - М-205С - М-207К - М-207КУ - М-210К - 3.214 - 3.218 - 3.221 - 3.222 | Мотоциклы Урал: - М-52К - М-61К - М-62К - К-1000 - ИМЗ 8.201 | Мотоциклы Восход: - 175-СК - 250-СК - 250-У - 250-СКУ-3 - 250-СКУ-4 - 250-СКУ-5 - 250-СКУ-6 - 250-СКУ-7 - 250-СКУ-8 | Мотоциклы Ковровец: - К-55С1 - К-175СК - К-58СК - К-125СК (1962) - К-175СК (1962) - К-125СКС - К-175СКС - К-175СК (1964) - К-250СКС (1963) - К-250СК |